# La sombra del vampiro
Shadow of the Vampire  es una película independiente de misterio de vampiros del año 2000 dirigida por E. Elias Merhige y escrita por Steven Katz. La película está protagonizada por John Malkovich y Willem Dafoe. Es un relato ficticio de la realización de la clásica película de vampiros Nosferatu, eine Symphonie des Grauens (1922), dirigida por F.W. Murnau, durante la cual el equipo de filmación comienza a tener inquietantes sospechas sobre su actor principal.
La película toma prestadas las técnicas del cine mudo, incluido el uso de intertítulos para explicar la acción elidida y lentes de iris. Estuvo nominada al Premio de la Academia al Mejor Maquillaje. Por su actuación, Dafoe fue nominado al Premio de la Academia al Mejor Actor de Reparto.

## Argumento

### Sinopsis
En el año 1921, el director F.W. Murnau (interpretado por John Malkovich) está rodando Nosferatu, eine Symphonie des Grauens en la Europa del Este. El director está decidido a hacer la película más auténtica jamás vista. Para este fin, Murnau ha contratado a un vampiro auténtico, Max Schreck (interpretado por Willem Dafoe) como protagonista. Explica el peculiar comportamiento de Schreck diciendo a su equipo que es el no va más de la nueva generación: el actor con método, formado por el mismísimo Stanislavsky. Si Schreck realiza la actuación que Murnau busca tan desesperadamente y controla hasta el final de la producción sus necesidades más indecorosas, el premio de Schreck será el sabroso cuello de la estrella de la película, Greta Schröder (Catherine McCormack).

### Aclaraciones
La película muestra a varios de los personajes principales asesinados por el vampiro; sin embargo, históricamente estos individuos continuaron viviendo vidas largas después de la producción de la película. Fritz Wagner y Albin Grau, a quienes Max Schreck les rompe el cuello, vivieron hasta los años cincuenta y setenta, respectivamente. Greta Schröder, que tampoco murió, continuó su carrera cinematográfica hasta los años 1950 y murió en 1980. También se la describe como una actriz famosa, pero en realidad era poco conocida y en los años 1930 sus papeles ya se habían reducido a sólo apariciones ocasionales. De todos los personajes, Murnau fue el que murió más pronto después de la producción de Nosferatu, muerto en un accidente automovilístico en California en 1931. La descripción que hace la película de Murnau como despiadado y dictatorial también es inexacta. Era conocido como un director con una sensibilidad poco común.

## Reparto
| Actor               | Personaje                                                                      |
| ------------------- | ------------------------------------------------------------------------------ |
| John Malkovich      | Frederich Wilhelm Murnau, el director.                                         |
| Willem Dafoe        | Max Schreck que interpreta al Conde Orlok.                                     |
| Cary Elwes          | Fritz Arno Wagner, el director de fotografía.                                  |
| John Aden Gillet    | Henrik Galeen, el guionista                                                    |
| Eddie Izzard        | Gustav von Wangenheim, que interpreta a Thomas Hutter                          |
| Udo Kier            | Albin Grau, ocultista; el productor, director de arte y diseñador de vestuario |
| Catherine McCormack | Greta Schröder, que interpreta a Ellen Hutter.                                 |
| Ronan Vibert        | Wolfgang Muller                                                                |
| Nicholas Elliott    | Paul                                                                           |
| Sophie Langevin     | Elke                                                                           |
| Myriam Muller       | Maria                                                                          |

## Producción
El título provisional de la película era Burned to Light, pero Merhige decidió cambiar el nombre de la película cuando Willem Dafoe preguntó: "¿Quién es Ed?"; el actor pensó que el título era Burn Ed to Light.
La película fue producida por Saturn Films de Nicolas Cage, que originalmente tenía la intención de interpretar a Schreck, pero luego eligió a Dafoe cuando expresó interés en el papel. Cage declaró que siempre quiso a John Malkovich como Murnau.
El productor Cage actuó anteriormente con Malkovich en Con Air (1997) y con Dafoe en Wild at Heart (1990), respectivamente.
Para crear la estética de una película antigua, el director de fotografía Lou Bogue filmó gran parte de la película con material de película Kodak Vision 800T (un material especial de alta velocidad con grano muy grueso) en formato Super 35 mm, que mejoró aún más el efecto cuando se recortó y se amplió a anamórfico.

## Lanzamiento
Shadow of the Vampire tuvo su estreno mundial en el Festival de Cine de Cannes de 2000. Se lanzó de forma limitada en los Estados Unidos el 29 de diciembre de 2000.
Shadow of the Vampire se lanzó en DVD en formato de pantalla ancha el 29 de marzo de 2001. El 5 de enero de 2010 se lanzó en la Región 2.